# Abura-age

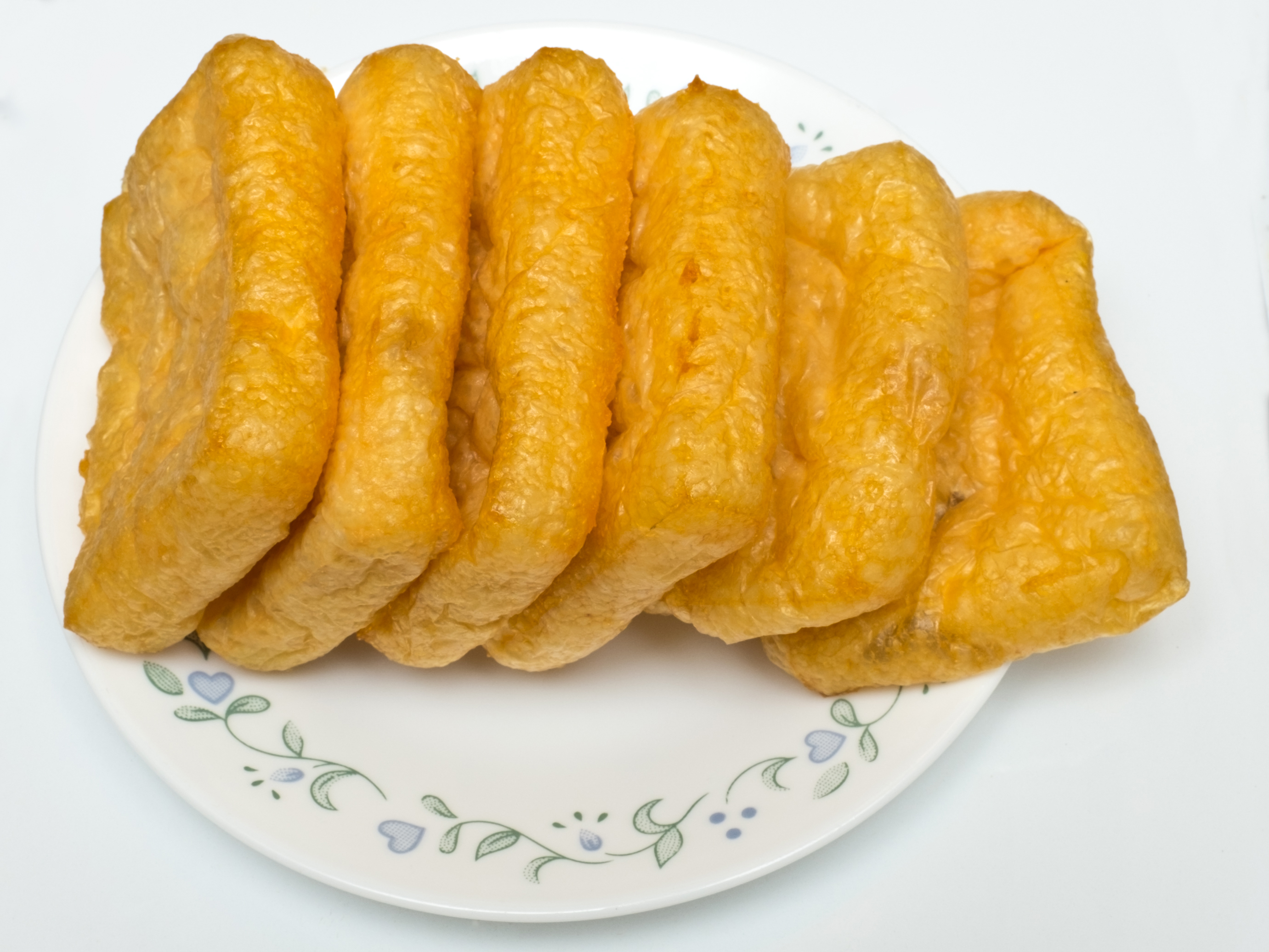
Abura-age

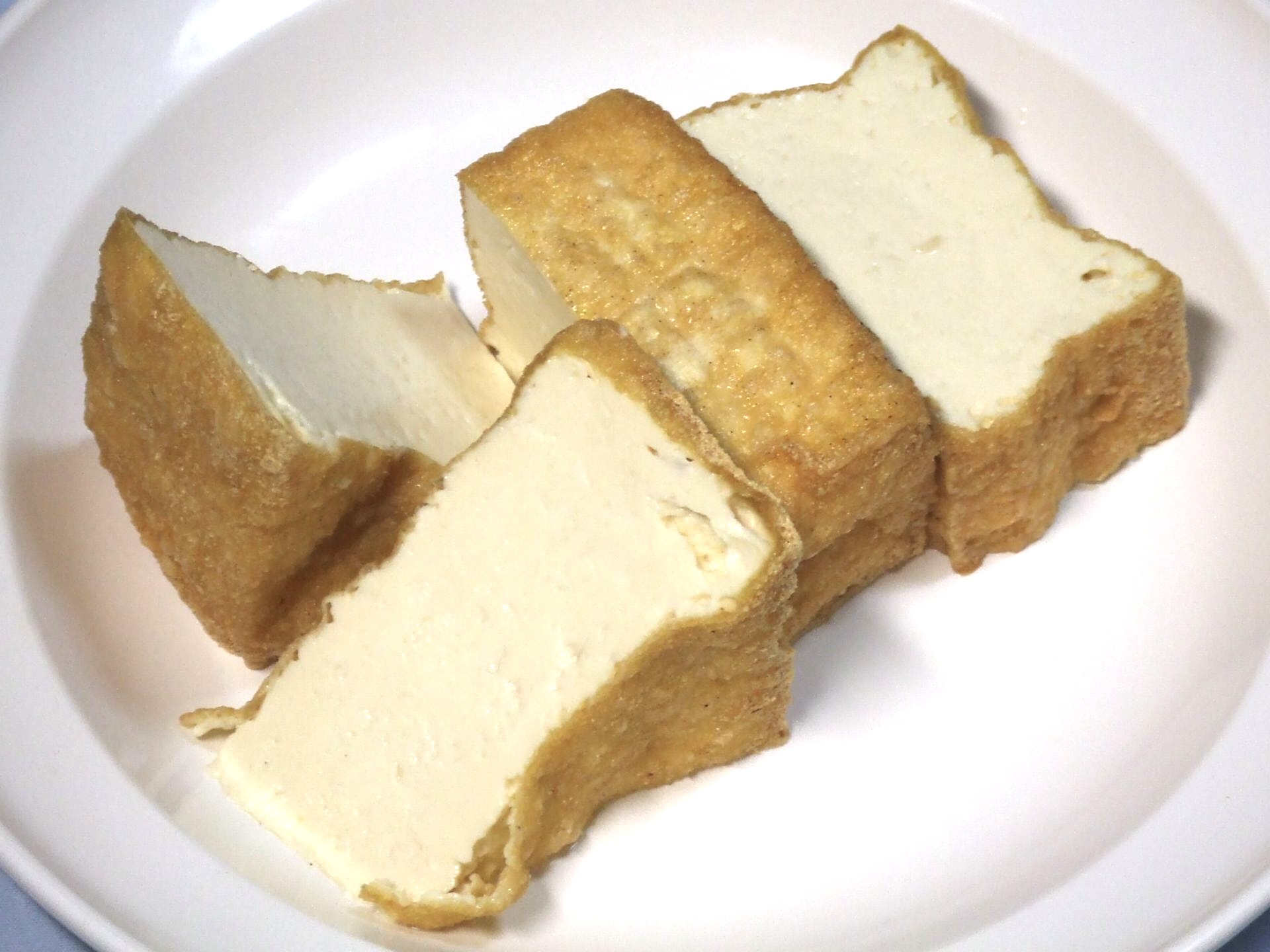
Atsu-age

Abura-age (油揚げ) é um prato japonês feito de grãos de soja. É feito cortando tofu em fatias finas e depois fritando-o em imersão, primeiro em uma temperatura de 110-120°C e depois novamente em um calor de 180-200°C. O Abura-age é frequentemente usado no inari-zushiSushi em bolsinhas (稲荷寿司), que é conhecido por "sushi em bolsinhas" porque o arroz e os outros recheios são colocados dentro do abura-age, que pode ser aberto devido ao processo de fritura, formando uma "bolsa". O tofu frito também é adicionado na sopa missô, cortado em pequenas tirinhas. Além disso, é colocado no udon, que é então chamado de kitsune-udonUdon da Raposa (狐饂飩), por causa da lenda de que raposas (kitsune) gostam de tofu frito. O Abura-age pode também ser recheado com natto antes de passar pela segunda fase de fritura. Há uma versão do prato conhecida como atsu-age (厚揚げ) ou nama-age (生揚げ) na qual as fatias de tofu são mais grossas.
Os japoneses foram os primeiros a desenvolver esse tipo de "bolsa" de tofu. Porém, pouco se sabe sobre a história desse alimento. O livro Tofu Hyakuchin Cem variedades de Tofu (豆腐百珍) de 1782, dá uma receita de tofu frito, mas não fica claro se o tofu realmente fica com um formato de bolsa. Sabe-se que as bolsinhas de tofu já existiam em 1853, quando o inari-zushi surgiu. Devido à sua resistência ao tempo, leveza e baixa complexidade de produção, as bolsinhas de tofu tornaram-se um objeto de larga produção industrial, alcançarando uma rápida distribuição. Em 1974, fábricas usavam duas toneladas métricas de soja por dia para produzir cerca de 116,000 bolsinhas de tofu. Em 1980, eram produzidas de 300,000 à 450,000 bolsas por dia, usando fritadeiras que transportavam as fatias de tofu com uma esteira, enquanto as fritavam em óleo quente. Nesse tempo, cerca de 30% de todos os grãos de soja consumidos no Japão eram usados para a produção de tofu frito, dos quais 85% iam para as bolsinhas.
No folclore japonês, o abura-age é a comida preferida das kitsune e do deus Inari.